# Kápolnapusztai bivalyrezervátum
Koordináták: é. sz. 46° 34′ 53″, k. h. 17° 12′ 11″46.581389°N 17.203056°E

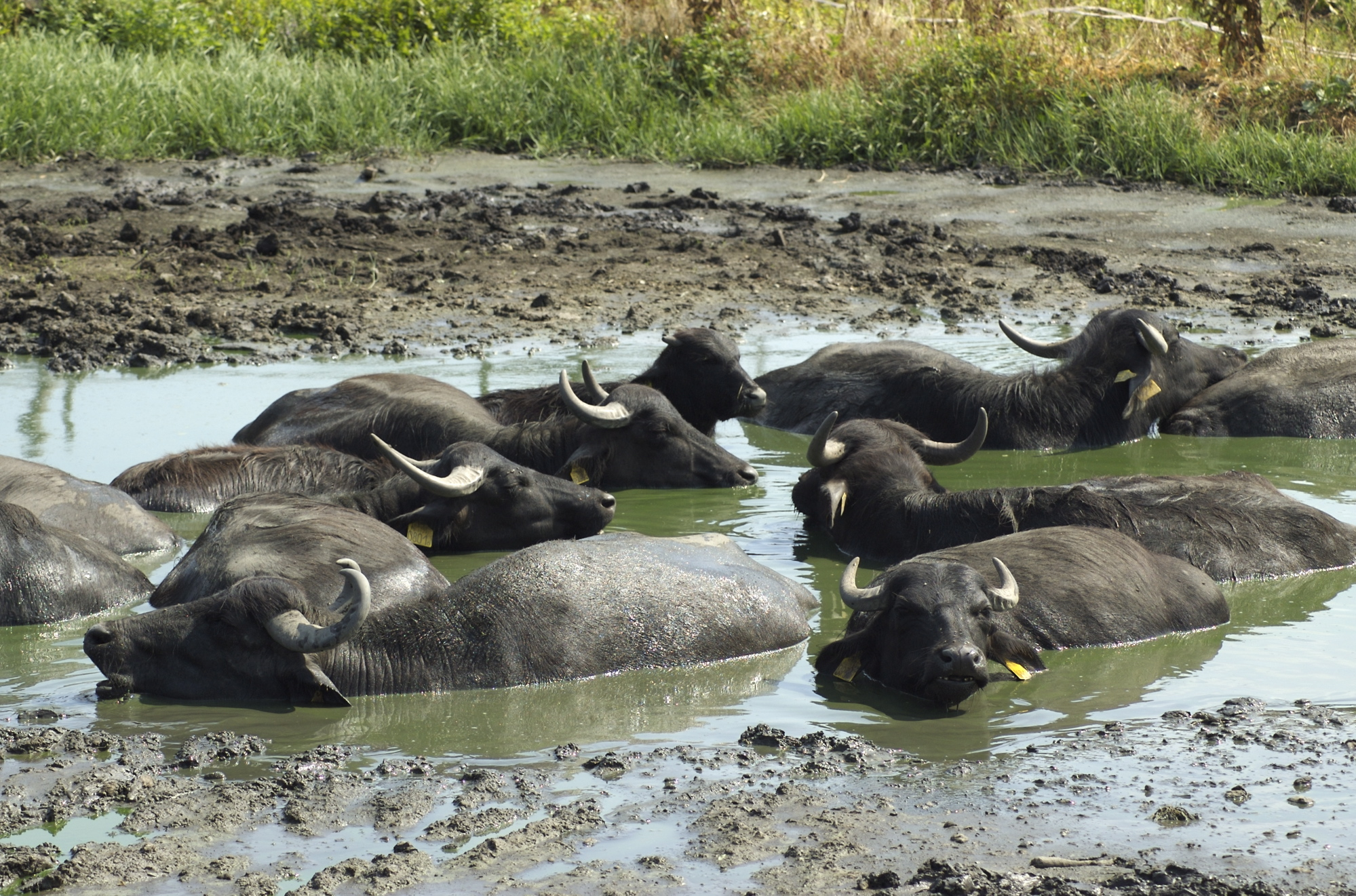
Dagonyázó bivalyok a kápolnapusztai bivalyrezervátumban

A kápolnapusztai bivalyrezervátum a Zala vármegyei Zalakomár és Balatonmagyaród között, Kápolnapusztán található rezervátum, amelynek célja a magyarországi vízibivalyok génállományának megőrzése és az állatfaj bemutatása. A rezervátum területén él a legnagyobb magyarországi bivalypopuláció. A rezervátumban a bivalyokon kívül szürkemarhákat is tartanak.
A Zalakomár közelében található rezervátum területe az 1945-ig nagybirtokos gazdaság majorsága volt, ahol külterjes állattartást folytattak. A második világháború után a birtokot kiosztották a környékbeli lakosságnak. Később létrehozták a kápolnapusztai állami gazdaságot. Az állatok száma azonban az 1960-as évektől jelentősen csökkent. Az 1980-as évekre pedig az állatállomány is visszaesett, ezért a területen található épületeket, istállókat is lebontották.
A területet 1992-ben vásárolta meg a Közép-dunántúli Természetvédelmi Igazgatóság, a jelenlegi Balaton-felvidéki Nemzeti Park jogelődje. A megvásárolt területen a nemzeti park bivalyok és szürkemarhák tartását kezdte el.
A bivalyok a Nagykanizsai Állami Gazdaságtól kerültek a bivalyrezervátum tulajdonába 1992-ben. A környék nagybirtokain nagy számban tartott bivalyokat a második világháború után a nagykanizsai gazdaság gyűjtötte össze.
A bivalyokat nyáron a szabadban, míg télen istállóban tartják, ahol takarmányon élnek. A vízibivalyok életmódjából adódóan a rezervátum területén biztosítják számukra a dagonyázást. A rezervátum területén a mintegy 250 bivaly mellett egy szürkemarha-csorda is él. A rezervátumban a Kis-Balaton élővilágát és a magyarországi bivalytartás történetét bemutató kis kiállítások is helyet kaptak.

## Külső hivatkozások
- A kápolnapusztai bivalyrezervátum a Balaton-felvidéki Nemzeti Park honlapján